# 98 هـ
98 هـ هي سنة في التقويم الهجري امتدت مقابلةً في التقويم الميلادي بين سنتي 716 و717.

## أحداث
- حصار القسطنطينية الثاني في عهد سليمان بن عبد الملك ويقود الجيش أخاه مسلمة بن عبد الملك. وقد دام الحصار 12 شهرا حتى وفاة الخليفة وتولي عمر بن عبد العزيز الخلافة فتم سحب الجيش والرجوع إلى الشام.
- بدء الإمامة العباسية، بعد انتقالها من أبو هاشم عبد الله بن محمد بن الحنفية إلى محمد بن علي العباسي.

## مواليد
- حماد بن زيد

## وفيات
- ثابت بن عبد الله بن الزبير ابن الخليفة عبد الله بن الزبير.
- عبد الله بن محمد بن الحنفية
- عبيد الله بن عبد الله بن عتبة
- أيوب بن سليمان أكبر أبناء الخليفة سليمان بن عبد الملك الأموي وبه كان يُكَنى بأبي أيوب.
- عبد الله بن همام السلولي من شعراء العصر الأموي.